# Übergangsregierung Wellington

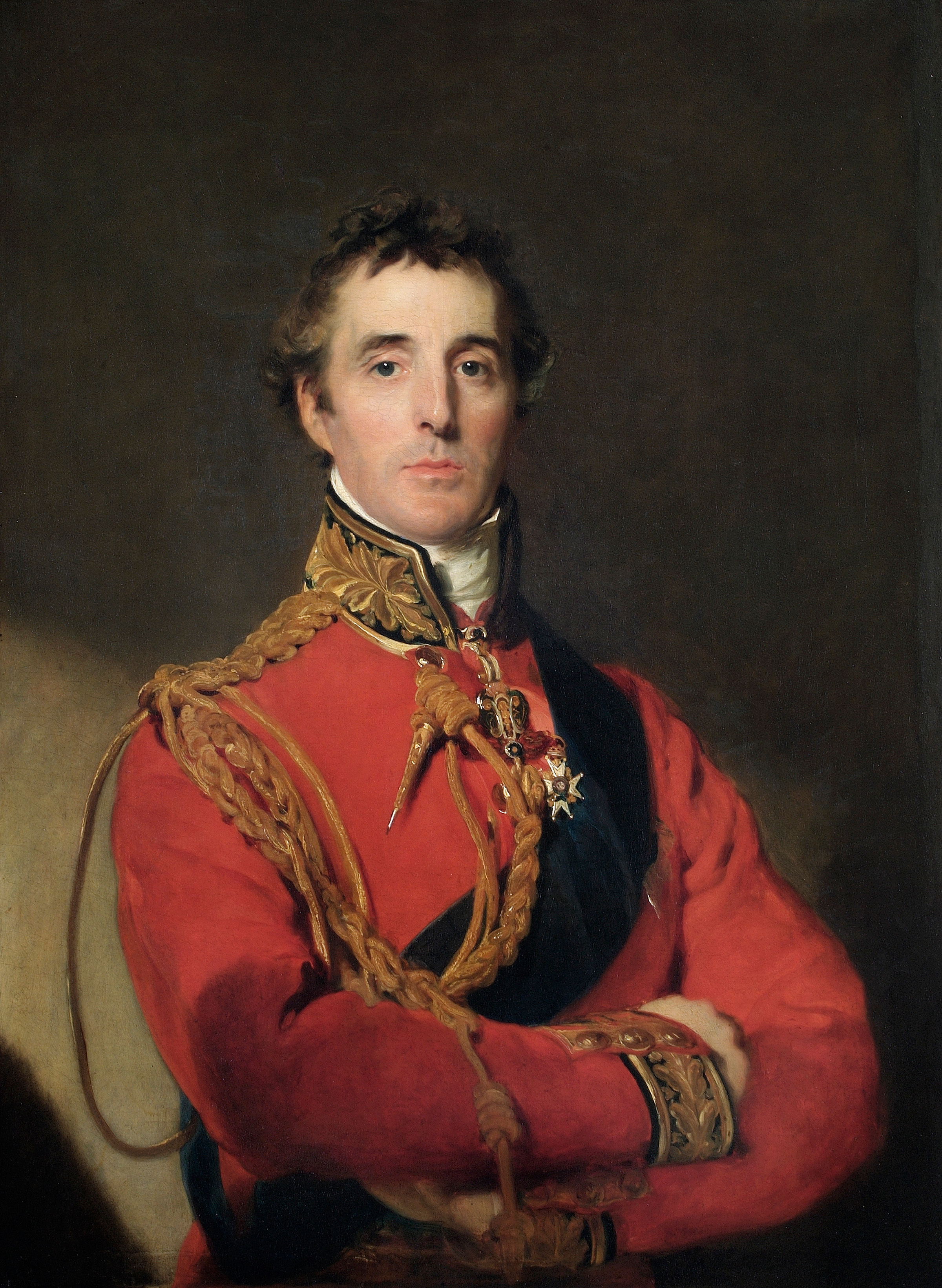
Arthur Wellesley, 1. Duke of Wellington

Die Übergangsregierung Wellington oder auch Zweite Regierung Wellington war von November bis Dezember 1834 die Regierung des Vereinigten Königreichs von Großbritannien und Irland. Sie wurde am 17. November 1834 von Arthur Wellesley, 1. Duke of Wellington gebildet und löste die Erste Regierung Melbourne ab. Sie blieb zum 10. Dezember 1834 als Übergangsregierung (Caretaker Government) für lediglich 22 Tage im Amt, woraufhin die Erste Regierung Peel gebildet wurde. Ihr gehörten ausschließlich Mitglieder der neu gegründeten Conservative Party an, wobei Wellington vier der sechs Ministerämter selbst übernahm.
Bei den Wahlen zwischen dem 8. Dezember 1832 und dem 8. Januar 1833 gewannen die liberalen Whigs von Charles Grey, 2. Earl Grey 441 (66,7 Prozent) der 658 und die konservativen Tories von Arthur Wellesley, 1. Duke of Wellington 175 Mandate (29,4 Prozent), während die Irische Aufhebung (Irish Repeal) unter Daniel O’Connell mit 42 Parlamentariern (3,9 Prozent) ins House of Commons einzog.

## Kabinettsmitglieder
Dem Kabinett gehörten folgende Mitglieder an:
| Amt                             | Amtsinhaber                             | Beginn der Amtszeit | Ende der Amtszeit |
| ------------------------------- | --------------------------------------- | ------------------- | ----------------- |
| Erster Lord des Schatzamtes     | Arthur Wellesley, 1. Duke of Wellington | 17. November 1834   | 10. Dezember 1834 |
| Außenminister                   | Arthur Wellesley, 1. Duke of Wellington | 17. November 1834   | 10. Dezember 1834 |
| Lordkanzler                     | John Copley, 1. Baron Lyndhurst         | 21. November 1834   | 10. Dezember 1834 |
| Innenminister                   | Arthur Wellesley, 1. Duke of Wellington | 17. November 1834   | 10. Dezember 1834 |
| Minister für Krieg und Kolonien | Arthur Wellesley, 1. Duke of Wellington | 17. November 1834   | 10. Dezember 1834 |
| Schatzkanzler                   | Thomas Denman, 1. Baron Denman          | 17. November 1834   | 10. Dezember 1834 |